# West Boylston
West Boylston es un pueblo ubicado en el condado de Worcester en el estado estadounidense de Massachusetts. En el Censo de 2010 tenía una población de 7.669 habitantes y una densidad poblacional de 213,7 personas por km².

## Geografía
West Boylston se encuentra ubicado en las coordenadas 42°22′10″N 71°47′6″O / 42.36944, -71.78500. Según la Oficina del Censo de los Estados Unidos, West Boylston tiene una superficie total de 35.89 km², de la cual 33.53 km² corresponden a tierra firme y (6.57%) 2.36 km² es agua.

## Demografía
Según el censo de 2010, había 7.669 personas residiendo en West Boylston. La densidad de población era de 213,7 hab./km². De los 7.669 habitantes, West Boylston estaba compuesto por el 93.34% blancos, el 4.21% eran afroamericanos, el 0.22% eran amerindios, el 0.68% eran asiáticos, el 0.03% eran isleños del Pacífico, el 0.86% eran de otras razas y el 0.67% pertenecían a dos o más razas. Del total de la población el 5.27% eran hispanos o latinos de cualquier raza.